# St-Cézaire (Vernègues)

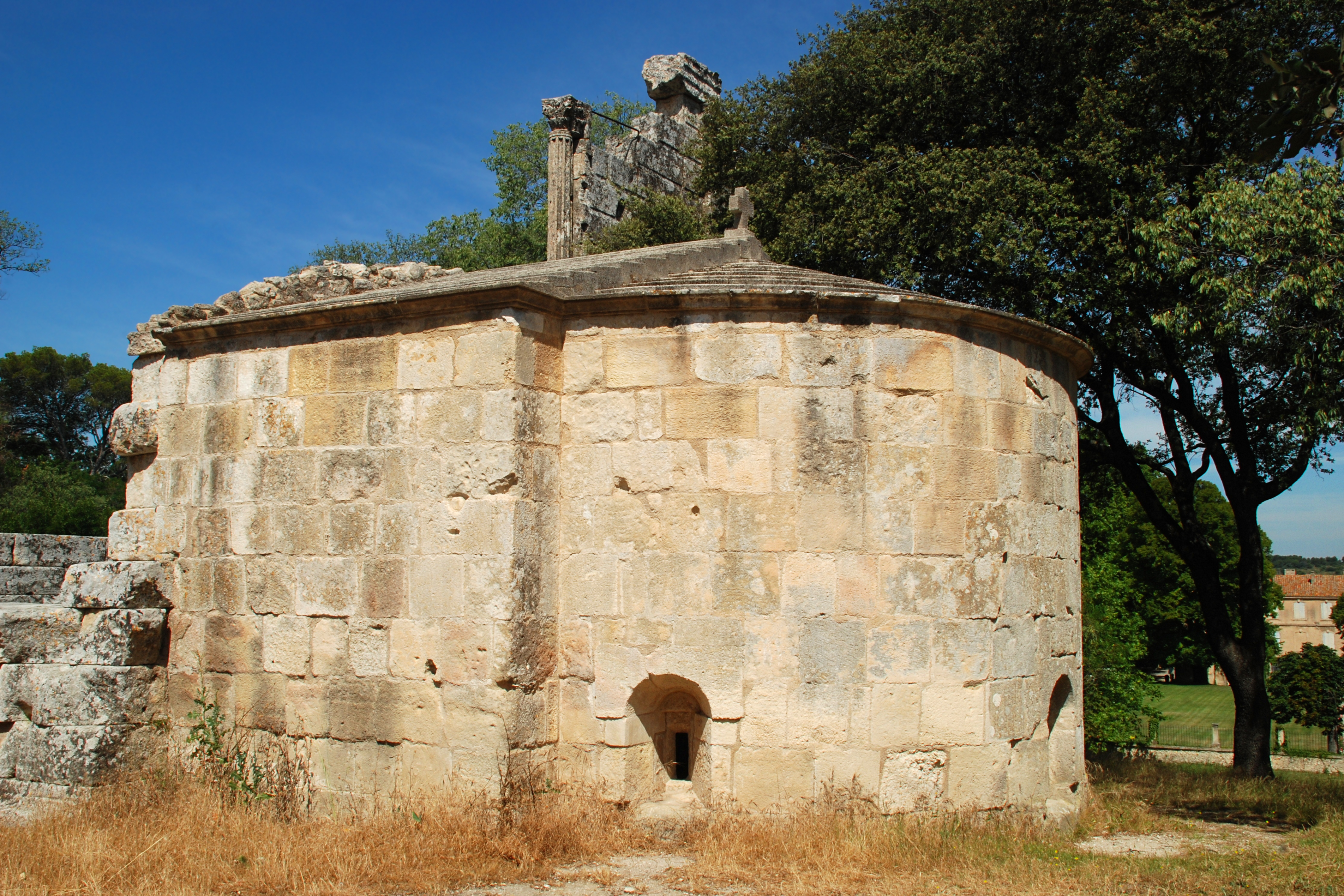
Kapelle Saint-Cézaire

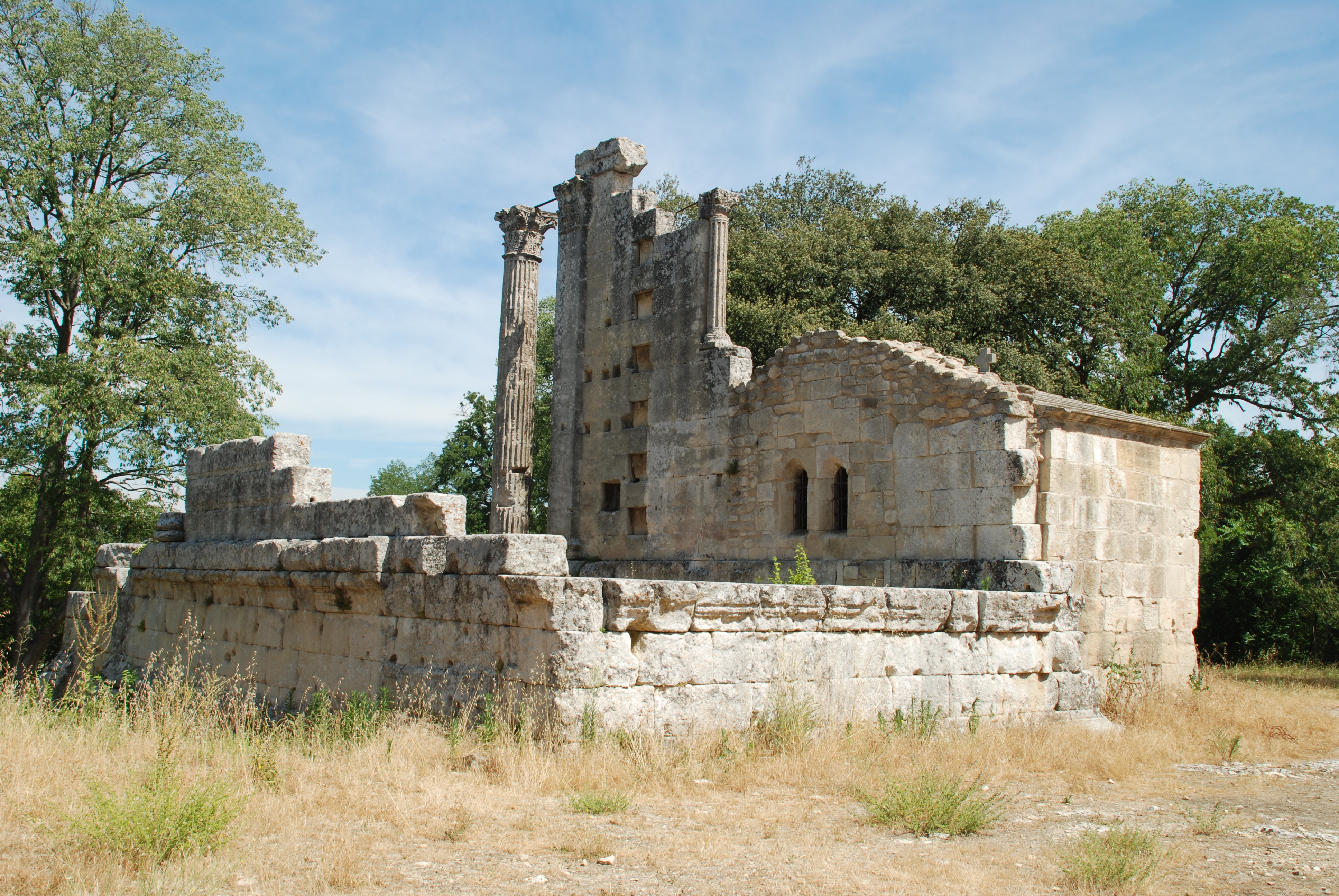
Ansicht der Kapelle mit den Resten des römischen Tempels

Die Kapelle Saint-Cézaire in Vernègues, einer französischen Gemeinde im Département Bouches-du-Rhône in der Region Provence-Alpes-Côte d’Azur, wurde im 11. Jahrhundert errichtet.

## Lage
Die Kapelle, benannt nach dem heiligen Caesarius von Arles, befindet sich auf einem Weingut, genannt Château-Bas, an der Landstraße zwischen Vernègues und Cazan. Sie ist an einen römischen Tempel angebaut und wurde unter Wiederverwendung von Steinen des Tempels errichtet.

## Architektur
Die kleine romanische Kapelle besteht aus Hausteinen und ist mit Kalkplatten gedeckt. Die halbrunde Apsis im Osten besitzt zwei kleine Fenster, die sich sehr nahe am Erdboden befinden. Das kurze Schiff hat keine Fenster und das Portal befindet sich an der Nordfassade.
Die Westfassade der Kapelle besteht aus Teilen der Ostmauer des römischen Tempels, in die ein Zwillingsfenster eingebrochen wurde.